# Баризи-о-Буа
Баризи-о-Буа (фр. Barisis-aux-Bois) — коммуна во Франции, находится в регионе Пикардия. Департамент коммуны — Эна. Входит в состав кантона Вик-сюр-Эн. Округ коммуны — Лан.
Код INSEE коммуны — 02049.

## Население
Население коммуны на 2010 год составляло 723 человека.
| 1962 | 1968 | 1975 | 1982 | 1990 | 1999 | 2010 |
| ---- | ---- | ---- | ---- | ---- | ---- | ---- |
| 638  | 723  | 694  | 697  | 689  | 669  | 723  |

## Экономика
В 2010 году среди 459 человек трудоспособного возраста (15—64 лет) 331 были экономически активными, 128 — неактивными (показатель активности — 72,1 %, в 1999 году было 65,8 %). Из 331 активных жителей работали 301 человек (177 мужчин и 124 женщины), безработных было 30 (11 мужчин и 19 женщин). Среди 128 неактивных 32 человека были учениками или студентами, 51 — пенсионерами, 45 были неактивными по другим причинам.